# 岩美郵便局
岩美郵便局（いわみゆうびんきょく）は、鳥取県岩美郡岩美町にある郵便局。民営化前の分類では無集配特定郵便局であったが、その後集配機能を再開した（後述）。

## 概要
住所：〒681-8799 鳥取県岩美郡岩美町浦富1048-3
かつては集配郵便局であったが、2007年（平成19年）に集配業務を鳥取中央郵便局へ移管し、一旦、無集配郵便局となったが、2016年（平成28年）に集配業務が鳥取中央郵便局から再移管され、再び集配郵便局となった。

## 沿革
- 1884年（明治17年）8月1日 - 浦富（うらどみ）郵便局（五等）として開設[1]。
- 1885年（明治18年）5月25日 - 貯金取扱を開始。
- 1891年（明治24年）2月16日 - 為替取扱を開始。
- 1900年（明治33年）4月11日 - 浦富郵便電信局となる。
- 1903年（明治36年）4月1日 - 通信官署官制の施行に伴い浦富郵便局となる。
- 1955年（昭和30年）4月29日 - 小田郵便局[2]から電話交換事務の取扱を移管[3]。
- 1957年（昭和32年）10月21日 - 風景入通信日付印の使用を開始。
- 1963年（昭和38年）12月13日 - 大岩郵便局および岩井郵便局[4]から集配業務を移管。
- 1964年（昭和39年）3月1日 - 岩美郵便局に改称。
- 1964年（昭和39年）10月16日 - 特定郵便局から普通郵便局に局種別改定。
- 1966年（昭和41年）12月11日 - 電話の加入および料金に関する簡易な事務を除く電話交換業務を、鳥取電報電話局に移管。
- 1969年（昭和44年）10月20日 - 電話の加入および料金に関する簡易な事務、ならびに和文電報配達業務を、岩美電報電話局に移管。
- 1983年（昭和58年）7月 - 局舎新築。
- 1998年（平成10年）9月1日 - 外国通貨の両替および旅行小切手の売買に関する業務取扱を開始。
- 1999年（平成11年）3月24日 - 普通郵便局から特定郵便局に局種別改定。
- 2002年（平成14年）7月10日 - 因幡東簡易郵便局の廃止に伴い、取扱事務を承継。
- 2007年（平成19年）3月5日 - 鳥取中央郵便局へ集配業務を移管、無集配局となる[5]。郵便番号を681-8799から681-0003に変更。
- 2007年（平成19年）10月1日 - 民営化。
- 2012年（平成24年）10月1日 - 日本郵便株式会社発足。
- 2016年（平成28年）3月7日 - 鳥取中央郵便局から岩美郡岩美町全域の集配業務および保険の渉外業務、ゆうちょ銀行鳥取店から岩美郡岩美町全域の貯金の渉外業務を移管、再び集配局となる。郵便番号を681-0003から681-8799に変更。

## 取扱内容
- 郵便、印紙、ゆうパック、内容証明
- 貯金、為替、振替、振込、国際送金、国債
- 生命保険、バイク自賠責保険
- ゆうちょ銀行ATM
- 岩美郡岩美町全域の集配業務
  - 該当する郵便番号は681-00xx、681-85xx、681-86xx、681-87xx

## 周辺
- 岩美町役場
- 岩美町民体育館
- 岩美町立図書館
- 岩美町立岩美中学校
- 鳥取県立岩美高等学校

## アクセス
- JR山陰本線 岩美駅から北西へ約300m（徒歩約7分）
- 日交バス、岩美町営バス 岩美町役場前停留所下車
- 鳥取県道155号網代港岩美停車場線沿い
- 駐車場あり：14台